# چرخند حاره‌ای حلقوی

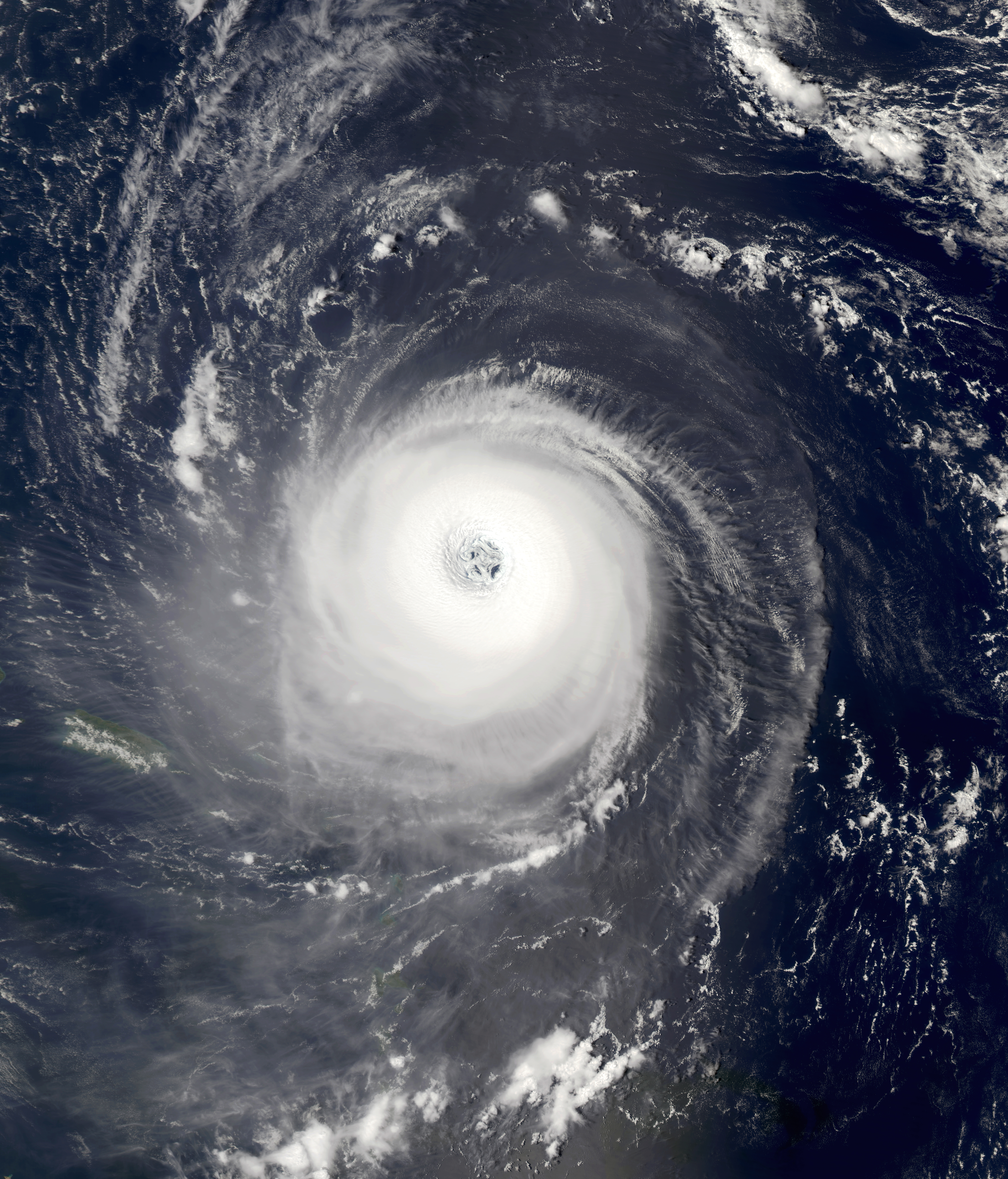
تصویر ماهواره‌ای توفند ایزابل در سال ۲۰۰۳ که یک چشم توفان بزرگ، دایره ای و متقارن و شکل توفان متقارن را نشان می‌دهد، که از ویژگی‌های چرخندهای حارّه‌ای حلقوی هستند. توفند ایزابل همچنین دارای یک چشم توفان چرخ‌دار است، ویژگی نادری که در برخی از چرخندهای حارّه‌ای حلقوی یافت می‌شود.

چرخند حارّه‌ای حلقوی نوعی چرخند حاره‌ای است که دارای یک چشم توفان معمولی تا بزرگ و متقارن است که توسط یک حلقه ضخیم و یکنواخت از همرفت جوی شدید احاطه شده است و اغلب کمبود نسبی نوارهای باران مجزا و به‌طور کلی ظاهری متقارن دارد. در نتیجه، ظاهر یک چرخند حارّه‌ای حلقوی را می‌توان شبیه به تایر یا دونات نامید. ویژگی‌های حلقوی می‌تواند ناشی از تشدید چرخندهای حارّه‌ای باشد، با این حال، خارج از فرایندهایی که باعث انتقال از سامانه‌های نامتقارن به سامانه‌های حلقوی می‌شود، و مقاومت غیرعادی در برابر عوامل محیطی منفی که در توفان‌هایی با ویژگی‌های حلقوی یافت می‌شود، چرخندهای حارّه‌ای حلقوی مانند توفان‌های نامتقارن رفتار می‌کنند. بیشتر پژوهش‌های مربوط به چرخندهای حارّه‌ای حلقوی به تصویربرداری ماهواره‌ای و هواگرد شناسایی محدود می‌شود، زیرا شرایطی که تصور می‌شود باعث ایجاد ویژگی‌های حلقوی در چرخندهای حارّه‌ای می‌شود، معمولاً در آب‌های آزاد دور از توده‌های خشکی رخ می‌دهد و در این مناطق مشاهدات سطحی امکان‌پذیر است.